# Madeleine Rouxová
Madeleine Rouxová (* 1985) je americká spisovatelka, autorka knih pro dospívající. Získala bakalářský titul v tvůrčím psaní a herectví na Beloit College v roce 2008. Česky jí vyšla románová řada Asylum, jež se v USA stala bestsellerem, a kniha Dům fúrií.